# Progresja rekordu świata w trójskoku kobiet

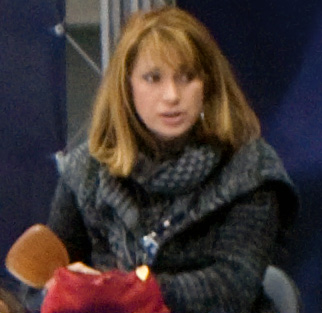
Rosjanka Iołanda Czen (na zdjęciu z 2010) była rekordzistką świata przez 64 dni.

Progresja rekordu świata w trójskoku kobiet – lista oficjalnie ratyfikowanych przez World Athletics rekordów świata w trójskoku kobiet.

## Lista
| Wynik | Zawodniczka    | Kraj      | Data uzyskania | Zawody                      | Miasto    |
| ----- | -------------- | --------- | -------------- | --------------------------- | --------- |
| 14,54 | Li Huirong     | Chiny     | 1990-08-25     |                             | Sapporo   |
| 14,95 | Inesa Kraweć   | ZSRR      | 1991-06-10     | Memoriał Braci Znamieńskich | Moskwa    |
| 14,97 | Iołanda Czen   | Rosja     | 1993-06-18     | Mistrzostwa Rosji           | Moskwa    |
| 15,09 | Anna Biriukowa | Rosja     | 1993-08-21     | Mistrzostwa świata          | Stuttgart |
| 15,50 | Inesa Kraweć   | Ukraina   | 1995-08-10     | Mistrzostwa świata          | Göteborg  |
| 15,67 | Yulimar Rojas  | Wenezuela | 2021-08-01     | Igrzyska olimpijskie        | Tokio     |
| 15,74 | Yulimar Rojas  | Wenezuela | 2022-03-20     | Halowe mistrzostwa świata   | Belgrad   |